# Krásna
Krásna (maďarsky Széplak) je městská část Košic, součást okresu Košice IV.

## Geografie

### Vodní toky
- řeka Hornád

### Vodné plochy
- Štrkovisko Krásna

### Ulice
1. mája; Adamova; Baničova; Beniakova; Bezručova; Edisonova; Feketeova pažiť; Goldirova; Golianova; Harčarova; Horná; K majeru; Keldišova; Kertésova; Kladenská; Konopná; Krajná; Križinova; Lackova; Minská; Mozartova; Na pažiti; Opatska; Orná; Pasienková; Piesočná; Pollova; Prašná; Pri Hornáde; Rehoľná; Smutná; Sv. Gorazda, Štrková; Tatarkova; Ukrajinská (prochází Krásnou jako pokračování Slanecké silnice z časti Nad Jazerom);Urbárska, Vyšný dvor; Zelená; Žiacka

## Historie
Krásna se poprvé písemně připomíná v roce 1143 v souvislosti se založením benediktinského kláštera. V důsledku první vídeňské arbitráže byla Krásna v letech 1938 až 1945 pod názvem Abaszéplak součástí Maďarska. V roce 1942 byla do tehdejší obce Abaszéplak začleněna obec Opátska (maďarsky Széplakapáti). Do roku  1976 to byla samostatná obec s názvem Krásna nad Hornádom, v roce 1976 byla obec přičleněna k městu Košice.

### Některé historické názvy Krásna
- 1219 - abbas de Zebloc (latinsky)
- 1255 - Sceplok
- 1280 - monast. Zceplak
- 1288 - villa Zeplak
- 1327 - poss. Zyplok
- 1328 - Zeplak
- 1335 - poss. Sceplok, Sceplak
- 1337 - Zeplak
- 1808 - Széplak (maďarsky)
- 1906 - Siplak
- 1918 až 1976 Krásna nad Hornádom (slovensky)

## Významné stavby
- Farní kostel sv. Cyrila a Metoděje (z roku 1935)[5]
- Kaštel rodu Meškovců (z roku 1780)[6]
- Rokoková kúria (z roku 1773)[7]

## Doprava

### Městská hromadná doprava
Autobusové linky: 28, 52

### Železniční doprava
Místní železniční stanice na železniční trati Košice–Čop má název Krásna nad Hornádom.

## Galerie

Lokace Krásne v rámci Košic
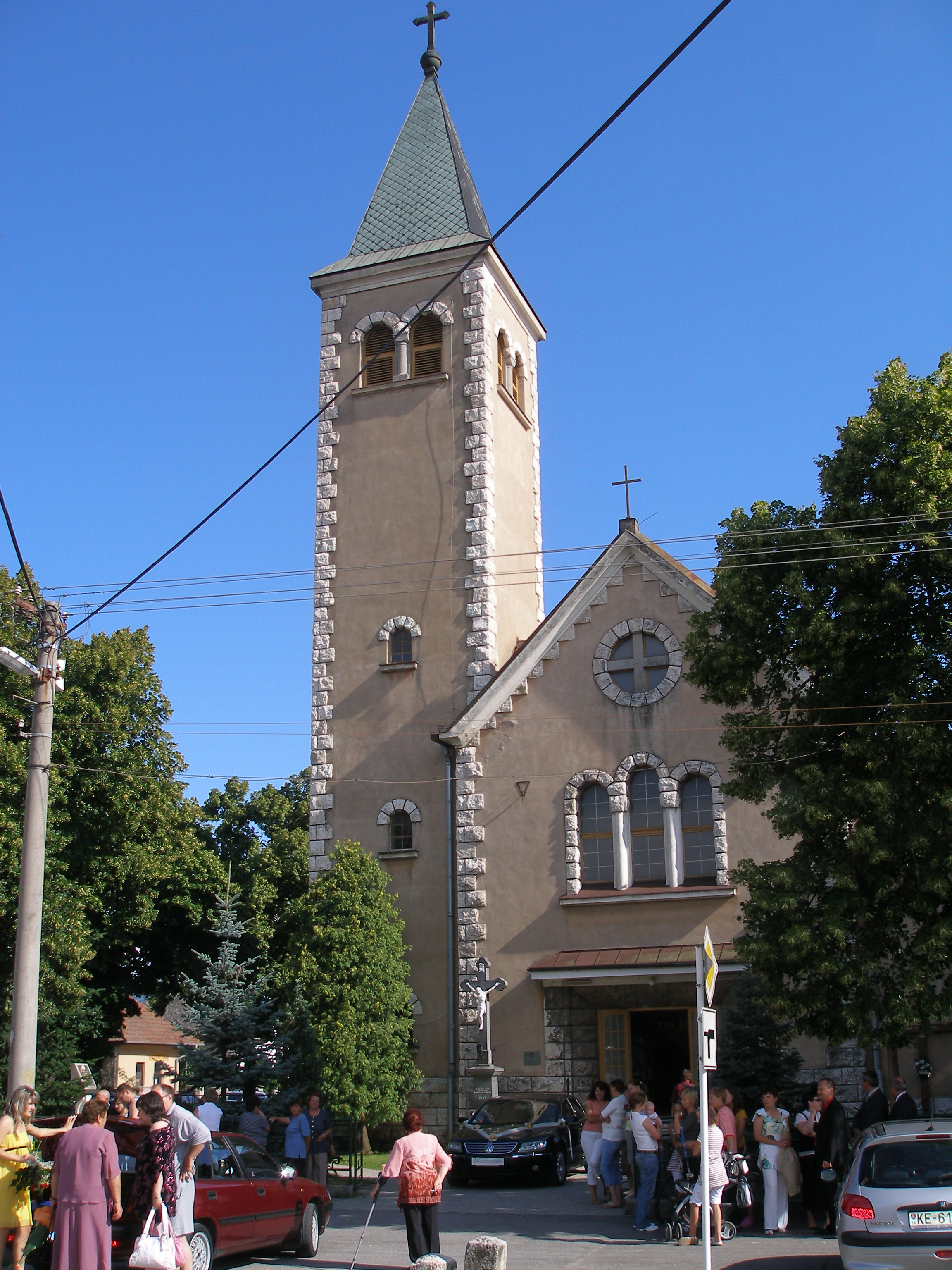
Kostel sv. Cyrila a Metoděje